# Parco nazionale Hardangervidda
Il parco nazionale Hardangervidda è un parco nazionale della Norvegia, nelle contee di Buskerud, Vestland e Telemark. È stato istituito nel 1981 e occupa una superficie di 3.422 km².